# Acetildihidrokodein
Acetildihidrokodein je opijatni derivat koji je otkriven u Nemačkoj 1914 i koji je korišten kao supresant kašlja i analgetik. On nije u širokoj upotrebi. Acetildihidrokodein deluje na sličan način sa drugim opijatima. 
Acetildihidrokodein se može opisati kao 6-acetilni derivativ dihidrokodeina koji se metaboliše u jetri demetilacijom i deacetilacijom, čime se formira dihidromorfin. 